# Sucker for Pain
"Sucker for Pain" là một bài hát của hai rapper người Mỹ Lil Wayne, Wiz Khalifa và ban nhạc Imagine Dragons, cùng với Logic và Ty Dolla Sign hợp tác với X Ambassadors. Bài hát được phát hành làm đĩa đơn cho nhạc phim Suicide Squad (2016) vào ngày 24 tháng 6 năm 2016, bởi Atlantic Records và Warner Bros. Records. Vào ngày 24 tháng 6 năm 2016, video âm nhạc chính thức cho bài hát được tải lên kênh YouTube của Atlantic.

## Thành công thương mại
Tại Bắc Mỹ, bài hát đạt vị trí thứ 15 trên bảng xếp hạng Hoa Kỳ Billboard Hot 100 và thứ ba trên bảng xếp hạng Hot R&B/Hip-Hop Songs.

## Xếp hạng

### Xếp hạng hàng tuần
| Bảng xếp hạng (2016)                            | Vị trí cao nhất |
| ----------------------------------------------- | --------------- |
| Úc (ARIA)                                       | 7               |
| Áo (Ö3 Austria Top 40)                          | 6               |
| Bỉ (Ultratop 50 Flanders)                       | 35              |
| Bỉ (Ultratop 50 Wallonia)                       | 35              |
| Canada (Canadian Hot 100)                       | 19              |
| Cộng hòa Séc (Rádio Top 100)                    | 4               |
| Cộng hòa Séc (Singles Digitál Top 100)          | 6               |
| Đan Mạch (Tracklisten)                          | 9               |
| Phần Lan (Suomen virallinen lista)              | 5               |
| Pháp (SNEP)                                     | 18              |
| Trường songid là BẮT BUỘC CHO BẢNG XẾP HẠNG ĐỨC | 8               |
| Hungary (Single Top 40)                         | 26              |
| Ireland (IRMA)                                  | 18              |
| Ý (FIMI)                                        | 19              |
| Latvia (Latvijas Top 40)                        | 6               |
| Leban (Lebanese Top 20)                         | 4               |
| Hà Lan (Dutch Top 40)                           | 29              |
| Hà Lan (Single Top 100)                         | 30              |
| New Zealand (Recorded Music NZ)                 | 5               |
| Na Uy (VG-lista)                                | 3               |
| Ba Lan (Polish Airplay Top 100)                 | 5               |
| Bồ Đào Nha (AFP)                                | 5               |
| Nga (Tophit)                                    | 6               |
| Scotland (OCC)                                  | 13              |
| Thụy Điển (Sverigetopplistan)                   | 9               |
| Slovakia (Rádio Top 100)                        | 38              |
| Slovakia (Singles Digitál Top 100)              | 7               |
| Thụy Sĩ (Schweizer Hitparade)                   | 16              |
| Anh Quốc (OCC)                                  | 11              |
| Anh Quốc R&B (OCC)                              | 1               |
| Hoa Kỳ Billboard Hot 100                        | 15              |
| Hoa Kỳ Pop Airplay (Billboard)                  | 21              |
| Hoa Kỳ Hot R&B/Hip-Hop Songs (Billboard)        | 3               |
| Hoa Kỳ Hot Rock Songs (Billboard)               | 3               |
| Hoa Kỳ Rhythmic (Billboard)                     | 8               |

### Xếp hạng cuối năm
| Bảng xếp hạng (2016)                       | Vị trí |
| ------------------------------------------ | ------ |
| Úc (ARIA)                                  | 54     |
| Úc Urban (ARIA)                            | 6      |
| Áo (Ö3 Austria Top 40)                     | 37     |
| Canada (Canadian Hot 100)                  | 64     |
| Đan Mạch (Tracklisten)                     | 83     |
| Đức (Official German Charts)               | 46     |
| Ý (FIMI)                                   | 87     |
| Thụy Sỹ (Schweizer Hitparade)              | 78     |
| Anh Quốc Singles (Official Charts Company) | 71     |
| Hoa Kỳ Billboard Hot 100                   | 68     |

## Chứng nhận
| Quốc gia | Chứng nhận  | Số đơn vị/doanh số chứng nhận |
| --- | ----------- | ----------------------------- |
| Úc (ARIA) | Bạch kim    | 70.000‡                       |
| Pháp (SNEP) | Bạch kim    | 150,000‡                      |
| Đức (BVMI) | Bạch kim    | 300.000‡                      |
| Ý (FIMI) | Bạch kim    | 50.000‡                       |
| New Zealand (RMNZ) | Vàng        | 0*                            |
| Anh Quốc (BPI) | Vàng        | 400.000‡                      |
| Hoa Kỳ (RIAA) | 2× Bạch kim | 643,000                       |
| * Chứng nhận dựa theo doanh số tiêu thụ. ^ Chứng nhận dựa theo doanh số nhập hàng. ‡ Chứng nhận dựa theo doanh số tiêu thụ và phát trực tuyến. |             |                               |

## Lịch sử phát hành
| Khu vực  | Ngày                | Định dạng              | Nhãn đĩa              |
| -------- | ------------------- | ---------------------- | --------------------- |
| Toàn cầu | 24 tháng 6 năm 2016 | Tải kỹ thuật số stream | Atlantic Warner Bros. |